# Badminton 2016
Höhepunkte des Badmintonjahres 2016 waren die Olympischen Spiele in Rio de Janeiro, der Thomas Cup und der Uber Cup. Im olympischen Jahr wurden keine Weltmeisterschaften ausgerichtet. Bedeutende Turnierserien waren die BWF Super Series und der BWF Grand Prix.
== BWF Super Series ==
| Veranstaltung | Herreneinzel             | Dameneinzel       | Herrendoppel                                   | Damendoppel                             | Mixed                                       |
| ------------- | ------------------------ | ----------------- | ---------------------------------------------- | --------------------------------------- | ------------------------------------------- |
| England       | Lin Dan                  | Nozomi Okuhara    | Vladimir Ivanov Ivan Sozonov                   | Misaki Matsutomo Ayaka Takahashi        | Praveen Jordan Debby Susanto                |
| Indien        | Kento Momota             | Ratchanok Intanon | Markus Fernaldi Gideon Kevin Sanjaya Sukamuljo | Misaki Matsutomo Ayaka Takahashi        | Lu Kai Huang Yaqiong                        |
| Malaysia      | Lee Chong Wei            | Ratchanok Intanon | Kim Gi-jung Kim Sa-rang                        | Tang Yuanting Yu Yang                   | Tontowi Ahmad Liliyana Natsir               |
| Singapur      | Sony Dwi Kuncoro         | Ratchanok Intanon | Fu Haifeng Zhang Nan                           | Nitya Krishinda Maheswari Greysia Polii | Ko Sung-hyun Kim Ha-na                      |
| Indonesien    | Lee Chong Wei            | Tai Tzu-ying      | Lee Yong-dae Yoo Yeon-seong                    | Misaki Matsutomo Ayaka Takahashi        | Xu Chen Ma Jin                              |
| Australien    | Hans-Kristian Vittinghus | Saina Nehwal      | Markus Fernaldi Gideon Kevin Sanjaya Sukamuljo | Bao Yixin Chen Qingchen                 | Lu Kai Huang Yaqiong                        |
| Japan         | Lee Chong Wei            | He Bingjiao       | Li Junhui Liu Yuchen                           | Christinna Pedersen Kamilla Rytter Juhl | Zheng Siwei Chen Qingchen                   |
| Korea         | Qiao Bin                 | Akane Yamaguchi   | Lee Yong-dae Yoo Yeon-seong                    | Jung Kyung-eun Shin Seung-chan          | Ko Sung-hyun Kim Ha-na                      |
| Dänemark      | Tanongsak Saensomboonsuk | Akane Yamaguchi   | Goh V Shem Tan Wee Kiong                       | Misaki Matsutomo Ayaka Takahashi        | Joachim Fischer Nielsen Christinna Pedersen |
| Frankreich    | Shi Yuqi                 | He Bingjiao       | Mathias Boe Carsten Mogensen                   | Chen Qingchen Jia Yifan                 | Zheng Siwei Chen Qingchen                   |
| China         | Jan Ø. Jørgensen         | P. V. Sindhu      | Markus Fernaldi Gideon Kevin Sanjaya Sukamuljo | Chang Ye-na Lee So-hee                  | Tontowi Ahmad Liliyana Natsir               |
| Hongkong      | Ng Ka Long               | Tai Tzu-ying      | Takeshi Kamura Keigo Sonoda                    | Christinna Pedersen Kamilla Rytter Juhl | Tontowi Ahmad Liliyana Natsir               |
| Finale        | Viktor Axelsen           | Tai Tzu-ying      | Goh V Shem Tan Wee Kiong                       | Chen Qingchen Jia Yifan                 | Zheng Siwei Chen Qingchen                   |

== BWF Grand Prix ==
| Veranstaltung           | Herreneinzel             | Dameneinzel           | Herrendoppel                                   | Damendoppel                                 | Mixed                                    |
| ----------------------- | ------------------------ | --------------------- | ---------------------------------------------- | ------------------------------------------- | ---------------------------------------- |
| Malaysia Masters        | Lee Chong Wei            | P. V. Sindhu          | Markus Fernaldi Gideon Kevin Sanjaya Sukamuljo | Misaki Matsutomo Ayaka Takahashi            | Zheng Siwei Li Yinhui                    |
| Syed Modi International | Srikanth Kidambi         | Sung Ji-hyun          | Goh V Shem Tan Wee Kiong                       | Jung Kyung-eun Shin Seung-chan              | Praveen Jordan Debby Susanto             |
| Thailand Masters        | Lee Hyun-il              | Ratchanok Intanon     | Mohammad Ahsan Hendra Setiawan                 | Tian Qing Zhao Yunlei                       | Zheng Siwei Chen Qingchen                |
| German Open             | Lin Dan                  | Li Xuerui             | Ko Sung-hyun Shin Baek-cheol                   | Huang Yaqiong Tang Jinhua                   | Ko Sung-hyun Kim Ha-na                   |
| Swiss Open              | H. S. Prannoy            | He Bingjiao           | Kim Astrup Anders Skaarup Rasmussen            | Shizuka Matsuo Mami Naito                   | Wang Yilu Chen Qingchen                  |
| New Zealand Open        | Huang Yuxiang            | Sung Ji-hyun          | Ko Sung-hyun Shin Baek-cheol                   | Yuki Fukushima Sayaka Hirota                | Chan Peng Soon Goh Liu Ying              |
| China Masters           | Lin Dan                  | Li Xuerui             | Lee Yong-dae Yoo Yeon-seong                    | Luo Ying Luo Yu                             | Xu Chen Ma Jin                           |
| Taipei Open             | Chou Tien-chen           | Tai Tzu-ying          | Li Junhui Liu Yuchen                           | Huang Dongping Zhong Qianxin                | Zheng Siwei Chen Qingchen                |
| Canada Open             | Sai Praneeth Bhamidipati | Michelle Li           | Manu Attri B. Sumeeth Reddy                    | Setyana Mapasa Gronya Somerville            | Đỗ Tuấn Đức Phạm Như Thảo                |
| US Open                 | Lee Hyun-il              | Ayumi Mine            | Mathias Boe Carsten Mogensen                   | Shiho Tanaka Koharu Yonemoto                | Yugo Kobayashi Wakana Nagahara           |
| Vietnam Open            | Wong Wing Ki             | Yeo Jia Min           | Lee Jhe-huei Lee Yang                          | Della Destiara Haris Rosyita Eka Putri Sari | Tan Kian Meng Lai Pei Jing               |
| Brazil Open             | Zulfadli Zulkiffli       | Beatriz Corrales      | Michael Fuchs Fabian Holzer                    | Barbara Bellenberg Eva Janssens             | Pranav Chopra Siki Reddy                 |
| Indonesia Masters       | Shi Yuqi                 | Busanan Ongbumrungpan | Wahyu Nayaka Kevin Sanjaya Sukamuljo           | Chae Yoo-jung Kim So-young                  | Ronald Alexander Melati Daeva Oktavianti |
| Thailand Open           | Tanongsak Saensomboonsuk | Aya Ohori             | Berry Angriawan Rian Agung Saputro             | Puttita Supajirakul Sapsiree Taerattanachai | Tan Kian Meng Lai Pei Jing               |
| Russia Open             | Zulfadli Zulkiffli       | Ruthvika Shivani      | Vladimir Ivanov Ivan Sozonov                   | Anastasia Chervyakova Olga Morozova         | Pranav Chopra Siki Reddy                 |
| Taipei Masters          | Sourabh Varma            | Ayumi Mine            | Fajar Alfian Muhammad Rian Ardianto            | Yuki Fukushima Sayaka Hirota                | Tang Chun Man Tse Ying Suet              |
| Dutch Open              | Wang Tzu-wei             | Zhang Beiwen          | Lee Jhe-huei Lee Yang                          | Setyana Mapasa Gronya Somerville            | Mathias Christiansen Sara Thygesen       |
| Bitburger Open          | Shi Yuqi                 | He Bingjiao           | Ong Yew Sin Teo Ee Yi                          | Chen Qingchen Jia Yifan                     | Zheng Siwei Chen Qingchen                |
| Scottish Open           | Anders Antonsen          | Mette Poulsen         | Mathias Christiansen David Daugaard            | Lim Yin Loo Yap Cheng Wen                   | Goh Soon Huat Shevon Jemie Lai           |
| Macau Open              | Zhao Junpeng             | Chen Yufei            | Lee Jhe-huei Lee Yang                          | Chen Qingchen Jia Yifan                     | Zhang Nan Li Yinhui                      |
| Korea Masters           | Son Wan-ho               | Sung Ji-hyun          | Kim Jae-hwan Ko Sung-hyun                      | Jung Kyung-eun Shin Seung-chan              | Ko Sung-hyun Kim Ha-na                   |

## Jahresterminkalender
| Datum                           | Veranstaltung                                        | Ort                 | Typ                                     |
| ------------------------------- | ---------------------------------------------------- | ------------------- | --------------------------------------- |
| 14. - 17. Januar 2016           | Estonian International                               | Tallinn             | International Series                    |
| 19. - 24. Januar 2016           | Malaysia Masters                                     | Penang              | Grand Prix Gold                         |
| 19. - 24. Januar 2016           | Chinese International                                |                     |                                         |
| 20. - 23. Januar 2016           | Polish Juniors                                       | Lubin               | Junior International Challenge          |
| 21. - 24. Januar 2016           | Swedish Masters                                      | Uppsala             | International Challenge                 |
| 26. - 31. Januar 2016           | Syed Modi International                              | Lucknow             | Grand Prix Gold                         |
| 28. - 30. Januar 2016           | Swedish Youth International abgesagt                 | Uppsala             | BEC-U17                                 |
| 28. - 31. Januar 2016           | Iceland International                                | Reykjavík           | International Series                    |
| 6. - 7. Februar 2016            | KMB 2010 Cup                                         | Kastrup             | U15                                     |
| 8. - 13. Februar 2016           | Thailand Masters                                     | Bangkok             | Grand Prix Gold                         |
| 11. - 13. Februar 2016          | Spanish Youth Open                                   | Benalmádena         | BEC-U17                                 |
| 11. - 14. Februar 2016          | Hungarian Juniors                                    | Pécs                | Junior International Series             |
| 16. - 21. Februar 2016          | Badminton-Mannschaftseuropameisterschaften           | Kasan               | BEC-Veranstaltung                       |
| 18. Januar - 18. Februar 2016   | Para-Westasienspiele                                 | Manama              | Parabadminton                           |
| 16. - 21. Februar 2016          | Uganda International                                 |                     |                                         |
| 19. - 21. Februar 2016          | Spanish Juniors                                      | Oviedo              | Junior International Series             |
| 19. - 21. Februar 2016          | Badminton-U15-Europameisterschaft                    | Kasan               | BEC-Veranstaltung                       |
| 24. - 27. Februar 2016          | Austrian Open                                        | Wien                | International Challenge                 |
| 1. - 6. März 2016               | German Open                                          | Mülheim an der Ruhr | Grand Prix Gold                         |
| 1. - 6. März 2016               | Spanish Para Badminton International                 |                     | Grade 2, Level 2                        |
| 2. - 6. März 2016               | Dutch Juniors                                        | Haarlem             | Junior Grand Prix                       |
| 4. - 6. März 2016               | HBC's International Veteran Tournament               | Hvidovre            | 40+, 45+, 50+, 55+, 60+, 65+, 70+       |
| 8. - 13. März 2016              | All England Open Badminton Championships             | Birmingham          | Premier Super Series                    |
| 8. - 13. März 2016              | Spanish Para Badminton International                 | Cartagena           | Grade 2, Level 1                        |
| 10. - 13. März 2016             | Portugal International                               | Caldas da Rainha    | International Series                    |
| 10. - 13. März 2016             | German Juniors                                       | Berlin              | Junior Grand Prix                       |
| 15. - 20. März 2016             | Swiss Open                                           | Basel               | Grand Prix Gold                         |
| 17. - 20. März 2016             | Romanian International                               | Timișoara           | International Series                    |
| 17. - 25. März 2016             | Badminton-Jugendeuropameisterschaft                  | Lubin               | BEC-Veranstaltung                       |
| 18. - 20. März 2016             | Polish Youth International                           | Bieruń              | BEC-U17                                 |
| 22. - 27. März 2016             | New Zealand Open                                     | Auckland            | Grand Prix Gold                         |
| 23. - 26. März 2016             | Polish Open                                          | Warschau            | International Challenge                 |
| 26. - 28. März 2016             | Junior Olve                                          | Edegem              | U11, U13, U15                           |
| 29. März - 3. April 2016        | India Open                                           | Neu-Delhi           | Super Series                            |
| 31. März - 3. April 2016        | Orléans International                                | Orléans             | International Challenge                 |
| 1. - 3. April 2016              | Italian Juniors                                      | Mailand             | Junior International Series             |
| 5. - 10. April 2016             | Malaysia Open                                        | Kuala Lumpur        | Premier Super Series                    |
| 7. - 10. April 2016             | Finnish Open                                         | Vantaa              | International Challenge                 |
| 7. - 9. April 2016              | Israel Youth International                           | Rischon LeZion      | U11, U13, U15                           |
| 7. - 9. April 2016              | Israel Juniors                                       | Rischon LeZion      | Junior International Series             |
| 7. - 9. April 2016              | Czech Youth International                            | Český Krumlov       | BEC-U17                                 |
| 12. - 17. April 2016            | Singapore Open                                       | Singapur            | Super Series                            |
| 14. - 17. April 2016            | Croatian International                               | Zagreb              | Future Series                           |
| 15. - 17. April 2016            | JOT Youth International                              | Edegem              | BEC-U17                                 |
| 18. - 24. April 2016            | Brazil Para Badminton International                  | São Paulo           | Grade 2, Level 2                        |
| 19. - 24. April 2016            | China Masters                                        | Jiangsu             | Grand Prix Gold                         |
| 21. - 23. April 2016            | Greece Youth International                           | Sidirokastro        | U11, U13, U15                           |
| 21. - 24. April 2016            | Dutch International                                  | Wateringen          | International Series                    |
| 22. - 24. April 2016            | Greece Juniors                                       | Sidirokastro        | Junior International Series             |
| 26. April - 1. Mai 2016         | Badminton-Europameisterschaften                      | La Roche-sur-Yon    | BEC-Veranstaltung                       |
| 28. April - 1. Mai 2016         | Ukrainian Open U17                                   | Mykolajiw           | BEC-U17                                 |
| 29. April - 1. Mai 2016         | Irish Masters Open                                   | Dublin              | Seniorensport                           |
| 5. - 8. Mai 2016                | Greece Open                                          | Sidirokastro        | International Series                    |
| 12. - 15. Mai 2016              | Slovenian International                              | Medvode             | International Series                    |
| 13. - 15. Mai 2016              | Open Nordic Senior Championships                     | Stockholm           | Seniorensport                           |
| 14. - 15. Mai 2016              | Swiss Youth Open                                     | Biel                | U11, U13, U15                           |
| 15. - 22. Mai 2016              | Thomas Cup Uber Cup Finale                           | Kunshan             | BWF-Veranstaltung                       |
| 16. - 22. Mai 2016              | Bahrain Para Badminton International                 | Manama              | Grade 2, Level 2                        |
| 20. - 22. Mai 2016              | Glasgow Youth International                          | Glasgow             | U13, U15, U17                           |
| 20. - 22. Mai 2016              | Adria Youth International                            | Opatija             | BEC-U17                                 |
| 23. - 29. Mai 2016              | Dubai Para Badminton International                   | Dubai               | Grade 2, Level 2                        |
| 26. - 29. Mai 2016              | Polish Youth Open                                    |                     | BEC-U17                                 |
| 2. - 5. Juni 2016               | Latvia International                                 | Jelgava             | Future Series                           |
| 2. - 5. Juni 2016               | Bulgaria Youth Open                                  | Pasardschik         | BEC-U17                                 |
| 30. - 5. Juni 2016              | Indonesia Open                                       | Jakarta             | Premier Super Series                    |
| 10. - 12. Juni 2016             | Adria Youth International                            | Opatija             | U11, U13, U15                           |
| 11. - 12. Juni 2016             | Adria Masters                                        | Opatija             | Seniorensport                           |
| 6. - 12. Juni 2016              | Canada Para Badminton International                  | Ottawa              | Grade 2, Level 1                        |
| 7. - 12. Juni 2016              | Australian Open                                      | Sydney              | Super Series                            |
| 9. - 12. Juni 2016              | Lithuanian International                             | Kaunas              | Future Series                           |
| 9. - 12. Juni 2016              | German Youth Open                                    | Bergisch Gladbach   | BEC-U17                                 |
| 16. - 19. Juni 2016             | Spanish International                                | Madrid              | International Challenge                 |
| 16. - 19. Juni 2016             | Serbia Youth International                           | Novi Sad            | U9, U11, U13, U15                       |
| 17. - 19. Juni 2016             | Austrian Youth Open                                  | Dornbirn            | BEC-U17                                 |
| 22. - 26. Juni 2016             | Badminton-Europapokal                                | Tours               | BEC-Veranstaltung                       |
| 24. - 26. Juni 2016             | Serbian Youth International                          | Novi Sad            | BEC-U17                                 |
| 28. - 3. Juli 2016              | Chinese Taipei Open                                  | Taipeh              | Grand Prix Gold                         |
| 28. - 3. Juli 2016              | Canada Open                                          | Calgary             | Grand Prix                              |
| 30. - 3. Juli 2016              | Greece International                                 | Sidirokastro        | Future Series                           |
| 30. - 3. Juli 2016              | Russian Juniors                                      | Gattschina          | Junior International Series             |
| 30. - 3. Juli 2016              | Russian Youth International                          | Gattschina          | BEC-U17                                 |
| 5. - 10. Juli 2016              | US Open                                              | Kalifornien         | Grand Prix Gold                         |
| 6. - 10. Juli 2016              | St. Petersburg White Nights                          | Gattschina          | International Challenge                 |
| 7. - 10. Juli 2016              | Bulgarian Youth International                        | Swilengrad          | BEC-U17                                 |
| 11. - 17. Juli 2016             | Irish Para Badminton International                   | Dublin              | Grade 2, Level 1                        |
| 14. - 16. Juli 2016             | France Youth Open                                    | Aire-sur-la-Lys     | BEC-U17                                 |
| 18. - 24. Juli 2016             | Vietnam Open                                         | Ho-Chi-Minh-Stadt   | Grand Prix                              |
| 19. - 24. Juli 2016             | European Universities Games                          | Zagreb              | Hochschulsport/Multisport-Veranstaltung |
| 25. - 28. Juli 2016             | Turkey Youth Open                                    | Ankara              | BEC-U17                                 |
| 4. - 7. August 2016             | Latvia Youth International                           | Sigulda             | BEC-U17                                 |
| 11. - 20. August 2016           | Olympia                                              | Rio de Janeiro      | Multi-Veranstaltung                     |
| 12. - 14. August 2016           | Bulgarian Juniors                                    | Pasardschik         | Junior International Series             |
| 15. - 18. August 2016           | Bulgaria Open                                        | Sofia               | International Series                    |
| 15. - 21. August 2016           | Thailand Para Badminton International                | Pattaya             | Grade 2, Level 1                        |
| 19. - 21. August 2016           | French Youth International                           | Talence             | BEC-U17                                 |
| 22. - 28. August 2016           | Indonesia Para Badminton International               | Magelang            | Grade 2, Level 3                        |
| 26. - 28. August 2016           | Romanian Juniors                                     | Timișoara           | Junior International Series             |
| 26. - 28. August 2016           | Danish Junior Cup U17                                | Hvidovre            | BEC-U17                                 |
| 1. - 4. September 2016          | Slovak Open                                          | Trenčín             | Future Series                           |
| 2. - 4. September 2016          | Irish Juniors                                        | Dublin              | Junior International Series             |
| 2. - 4. September 2016          | Irish Youth Open                                     | Dublin              | U15                                     |
| 2. - 4. September 2016          | Spanish Youth International                          | Ibiza               | BEC-U17                                 |
| 30. - 4. September 2016         | Brazil Grand Prix                                    | Foz do Iguaçu       | Grand Prix                              |
| 10. - 11. September 2016        | Zagreb Youth Open                                    | Zagreb              | U9, U11, U13, U15                       |
| 11. - 10. September 2016        | Aros Senior Tournament                               | Västerås            | Seniorensport                           |
| 6. - 11. September 2016         | Indonesian Masters                                   | Balikpapan          | Grand Prix Gold                         |
| 9. - 11. September 2016         | Lithuanian Juniors                                   | Klaipėda            | Junior International Series             |
| 9. - 16. September 2016         | Para-Asienspiele                                     | Hangzhou            | Grade 3                                 |
| 12. - 18. September 2016        | Welthochschulmeisterschaft                           | Ramenskoje          | Hochschulsport/Multisport-Veranstaltung |
| 12. - 18. September 2016        | Parabadminton-Afrikameisterschaft                    | Kampala             | Grade 3                                 |
| 14. - 17. September 2016        | Belgian International                                | Löwen               | International Challenge                 |
| 14. - 17. September 2016        | Ukraine Juniors                                      | Dnipro              | Junior International Series             |
| 15. - 18. September 2016        | Swedish Youth International                          | Malmö               | U13, U15                                |
| 18. - 24. September 2016        | Badminton-Senioreneuropameisterschaft                | Podčetrtek          | Seniorensport                           |
| 19. - 25. September 2016        | Uganda Para Badminton International                  | Kampala             | Grade 3, Level 3                        |
| 20. - 25. September 2016        | Japan Open                                           | Tokio               | Superseries                             |
| 22. - 25. September 2016        | Polish International                                 | Bieruń              | International Series                    |
| 23. - 25. September 2016        | Belgian Juniors                                      | Herstal             | Junior International Series             |
| 23. - 25. September 2016        | Zagreb Youth Open                                    | Zagreb              | BEC-U17                                 |
| 27. September - 2. Oktober 2016 | Korea Open                                           | Seoul               | Superseries                             |
| 28. September - 1. Oktober 2016 | Prague Open                                          | Prag                | International Challenge                 |
| 29. September - 2. Oktober 2016 | Swiss Juniors abgesagt                               | Genf                | Junior International Series             |
| 4. - 9. Oktober 2016            | Russian Open                                         | Wladiwostok         | Grand Prix                              |
| 4. - 9. Oktober 2016            | Thailand Open                                        | Bangkok             | Grand Prix Gold                         |
| 6. - 9. Oktober 2016            | Bulgarian International                              | Sofia               | Future Series                           |
| 7. - 9. Oktober 2016            | Croatian Youth International                         | Dubrovnik           | U11, U13, U15                           |
| 7. - 9. Oktober 2016            | Croatian Juniors                                     | Dubrovnik           | Junior International Series             |
| 7. - 9. Oktober 2016            | Austrian Youth International                         | Mödling             | BEC-U17                                 |
| 11. - 16. Oktober 2016          | Chinese Taipei Masters                               | Taipeh              | Grand Prix                              |
| 11. - 16. Oktober 2016          | Dutch Open                                           | Almere              | Grand Prix                              |
| 12. - 16. Oktober 2016          | German Ruhr Youth International                      | Mülheim an der Ruhr | BEC-U17                                 |
| 13. - 16. Oktober 2016          | Danish Junior Cup                                    | Gentofte            | Junior International Series             |
| 18. - 23. Oktober 2016          | Denmark Open                                         | Odense              | Superseries Premier                     |
| 20. - 23. Oktober 2016          | Swiss International                                  | Yverdon-les-Bains   | International Series                    |
| 20. - 23. Oktober 2016          | Denmark Juniors U17                                  | Fünen               | BEC-U17                                 |
| 21. - 23. Oktober 2016          | Slovenian Juniors                                    | Mirna               | Junior International Series             |
| 21. - 23. Oktober 2016          | Slovenia Youth International                         | Mokronog            | U11, U13, U15                           |
| 21. - 23. Oktober 2016          | Denmark Senior                                       | Odense              | Seniorensport                           |
| 25. - 30. Oktober 2016          | French Open                                          | Paris               | Superseries                             |
| 27. - 30. Oktober 2016          | Parabadminton-Europameisterschaft                    | Beek                | Parabadminton-Badminton                 |
| 27. - 30. Oktober 2016          | Hungarian International                              | Budapest            | International Challenge                 |
| 28. - 30. Oktober 2016          | Finnish Youth International                          | Espoo               | U11, U13, U15                           |
| 28. - 30. Oktober 2016          | Finnish Juniors                                      | Espoo               | Junior International Series             |
| 28. - 30. Oktober 2016          | Lithuanian Youth International                       | Druskininkai        | BEC-U17                                 |
| 1. - 6. November 2016           | Bitburger Open                                       | Saarbrücken         | Grand Prix Gold                         |
| 1. - 6. November 2016           | Badminton-Weltmeisterschaft für Behinderte           | Tokio               | Grade 1                                 |
| 2. - 5. November 2016           | Israel International                                 | Kibbutz Hatzor      | Future Series                           |
| 2. - 6. November 2016           | Badminton-Juniorenweltmeisterschaft Suhandinata Cup  | Bilbao              | BWF-Veranstaltung                       |
| 8. - 13. November 2016          | Badminton-Juniorenweltmeisterschaft Eye-Level Cups   | Bilbao              | BWF-Veranstaltung                       |
| 11. - 13. November 2016         | Badminton-Mannschaftseuropameisterschaften, 1. Runde | verschiedene Orte   | BEC-Veranstaltung                       |
| 11. - 13. November 2016         | Ølstykkes Nye Veteran Turnering                      | Ølstykke            | +40/+45/+50/+55/+60/+65 (M/A/B)         |
| 12. - 13. November 2016         | LUGI Euro Finans Cup                                 | Lund                | +35/+40/+45/+50/+55/+60/+65 (A/B/C)     |
| 15. - 20. November 2016         | China Open                                           | Fuzhou              | Superseries Premier                     |
| 17. - 20. November 2016         | Norwegian International                              | Sandefjord          | International Series                    |
| 18. - 20. November 2016         | Czech Juniors                                        | Orlová              | Junior International Series             |
| 21. - 27. November 2016         | Parabadminton-Panamerikameisterschaft                |                     | Grade 3                                 |
| 22. - 27. November 2016         | Hong Kong Open                                       | Kowloon             | Superseries                             |
| 23. - 27. November 2016         | Scottish Open                                        | Glasgow             | Grand Prix                              |
| 24. - 27. November 2016         | Finnish International                                | Helsinki            | International Series                    |
| 25. - 27. November 2016         | Slovak Juniors                                       | Trenčín             | Junior International Series             |
| 25. - 27. November 2016         | Slovak Youth International                           | Trenčín             | U15                                     |
| 25. - 27. November 2016         | Portugal Youth Open                                  | Caldas da Rainha    | BEC-U17                                 |
| 28. November - 4. Dezember 2016 | Peru Para Badminton International                    | Lima                | Grade 2, Level 2                        |
| 29. November - 4. Dezember 2016 | Macau Open                                           | Macau               | Grand Prix Gold                         |
| 30. November - 3. Dezember 2016 | Welsh International                                  | Cardiff             | International Challenge                 |
| 2. - 4. Dezember 2016           | Portuguese Juniors                                   | Caldas da Rainha    | Junior International Series             |
| 2. - 4. Dezember 2016           | Medvode Youth Cup                                    | Medvode             | U11, U13, U15                           |
| 6. - 11. Dezember 2016          | Korea Masters                                        | Jeju-si             | Grand Prix Gold                         |
| 7. - 10. Dezember 2016          | Irish Open                                           | Dublin              | International Challenge                 |
| 9. - 11. Dezember 2016          | Estonian Youth International                         | Tartu               | U11, U13, U15                           |
| 9. - 11. Dezember 2016          | Estonian Juniors                                     | Tartu               | Junior International Series             |
| 13. - 16. Dezember 2016         | Italian International                                | Rom                 | International Challenge                 |
| 14. - 17. Dezember 2016         | Turkey Juniors                                       | Istanbul            | Junior International Series             |
| 14. - 18. Dezember 2016         | BWF Super Series Finals                              | Dubai               | Superseries Finals                      |
| 15. - 18. Dezember 2016         | Cyprus Youth International                           | Nicosia             | U11, U13, U15                           |
| 19. - 22. Dezember 2016         | Turkey International                                 | Istanbul            | International Series                    |
| 27. - 28. Dezember 2016         | Copenhagen Masters abgesagt                          | Frederiksberg       | Einladungsturnier                       |